# Tim Borowski
Tim Borowski (Neubrandenburg, Mecklemburgo-Pomerânia Ocidental, 2 de maio, 1980) é um ex-futebolista alemão. Representou a seleção alemã na Copa do Mundo de 2006.